# Részes eset
Egyes agglutináló és flektáló nyelvek nyelvtanában a részes vagy részeshatározói eset (latinul dativus) a nyelvtani esetek egyike. Az a névszó, amely ennek az esetnek a morfémáját hordozza, jellegzetesen olyan élőt vagy élettelent nevez meg, amely javára vagy kárára történik vagy létezik valami. Mondattani szempontból ilyen szó főleg részeshatározói funkciót tölt be, azonban a részes eset különféle egyéb mondattani viszonyokat is kifejez, amelyek az adott nyelvtől is függnek.
Olyan flektáló nyelvek is vannak, amelyekben nincs névszóragozás, vagy csak nyomai vannak meg. Ezek nyelvtanaiban nincs szó esetekről, tehát részes esetről sem. Ilyenek például az újlatin nyelvek, a román kivételével, vagy az angol nyelv. Ezekben a nyelvekben rendszerint elöljárószók fejezik ki azokat a mondattani viszonyokat, amelyeket másokban a részes eset.

## A részes eset alakja néhány nyelvben
A névszóragozásos nyelvekben, akár agglutinálók, akár flektálók, az eseteket általában ragok fejezik ki, egyes különbségekkel az agglutináló és a flektáló nyelvek között a ragok jellegét illetően.
Például egy olyan agglutináló nyelvben, mint a magyar, a részes esetet egyetlen rag fejezi ki, amely csak az övé, és ugyanaz mindegyik névszó esetében. A részes eset ragja -nak/-nek, változatai a magánhangzó-harmónia szabályainak megfelelően alkalmazottak.
A rag járulhat közvetlenül a szótőhöz: Kinek telefonálsz?
Máskor egyéb toldalék (képző, jel) után következik utolsó toldalékként, például:
- a többes szám jele után: gyermek + -ek → gyermekek + -nek → gyermekeknek;[6]
- a birtokos személyjel után: Jó barátomnak tartalak (barát + -om + -nak).[5]

A közép-délszláv diarendszer nyelveinek (bosnyák, horvát, montenegrói, szerb), amelyek flektálóak, viszonylag fejlett névszóragozásuk van. A részes esetet több rag fejezi ki, a névszó nemétől és számától függően, és ezek a ragok nem csak a részes esetéi. Példaként íme azon ragozási osztályokban használt ragok, amelyekhez a legtöbb főnév és melléknév tartozik:
- -u a hímnemű és a semlegesnemű főnevek, valamint ilyen nemben a melléknevek rövid (határozatlan) alakjának a ragja egyes számban: jelenu ’(a) szarvasnak’,[8] kolu ’(a) keréknek’, zelenu ’zöld’;[9]
- -ima a hímnemű és a semlegesnemű főnevek ragja többes számban (közös az eszközhatározói esettel és a locativus-szal): jelenima ’(a) szarvasoknak’, kolima ’(a) kerekeknek’;
- -i a nőnemű főnevek ragja egyes számban: ženi ’(a) nőnek’;
- -ama nőnemű főnevek ragja többes számban (közös az eszközhatározói esettel és a locativus-szal): ženama ’(a) nőknek’;
- -ōm(e)[10] a hosszú (főnevesített és határozott) alakú melléknevek ragja hím- és semlegesnem egyes számban (közös a locativus-szal): zelenōm(e) ’a zöldnek’;
- -ōj a rövid és a hosszú alakú melléknevek ragja nőnem egyes számban (közös a locativus-szal): zelenōj ’(a) zöld(nek)’;
- -īm(a) a rövid és a hosszú alakú melléknevek ragja mindhárom nemben és többes számban (közös az eszközhatározói esettel és a locativus-szal): zelenīm(a) ’(a) zöldek(nek)’.

A román nyelvben is van névszóragozás, de kevésbé fejlett, mint a közép-délszláv nyelvekben. A főnevek közül csak a nőneműeknek van ragja, egyeseknek -e, másoknak -i [j], megint másoknak -ele, egyes és többes számban. Ez is közös a birtokos esettel, többesben pedig az alanyesettel is: unei case ’(egy) háznak’, unor case ’házaknak’, unei flori ’(egy) virágnak’, unor flori ’virágoknak’, unei cafele ’(egy) kávénak’, unor cafele ’kávéknak’. Ugyanakkor az -e rag megvan semlegesnem többes számban is, az -i pedig hím- és semlegesnem többes számban is. A határozatlan névelőnek, a határozott végartikulusnak és egyéb determinánsoknak, valamint a névmásoknak vannak részes esetű alakjaik, bár ezek is a birtokos esettel közösek. Valójában a determinánsok fejezik ki a főnevek ezen eseteit is: unui pom ’(egy) fának’, unor pomi ’fáknak’ (hn.); unui scaun ’(egy) széknek, unor scaune ’székeknek’ (sn.); unei case ’(egy) háznak’, unor case ’házaknak’ (nn.), pomului ’a fának’, pomilor ’a fáknak’, scaunului ’a széknek’, scaunelor ’a székeknek’, casei ’a háznak’, caselor ’a házaknak’.
A névmások részes esetű alakjai többé-kevésbé hasonlítanak a többi névszó alakjaihoz. Különösebb a helyzete a személyes névmásoknak. A magyarban például (kivéve a maga és az ön névmásokat) szuppletív alakjaik vannak részes esetben, az esetrag -nek változata és a birtokos személyjelek kombinációi: nekem, neked stb.
Egyéb nyelvekben is vannak szuppletív alakjaik a személyes névmásoknak, olyan nyelvekben is, amelyekben egyébként nincs névszóragozás. Példák az én-nek megfelelő névmások részes esetére:
| Nyelv          | én | nekem      | nekem           |
| Nyelv          | én | hangsúlyos | hangsúlytalan   |
| -------------- | -- | ---------- | --------------- |
| közép-délszláv | ja | meni       | mi              |
| román          | eu | mie        | îmi / -mi / mi- |
| francia        | je | –          | me / m’         |
| angol          | I  | me         | me              |

## A részes eset használata

### Viszonyszó nélkül
A részes eset elsősorban a részeshatározó esete. Az ilyen határozó jellegzetesen, viszonyszó nélkül vagy viszonyszóval (nyelvtől függően névutóval vagy elöljáróval) azon igéké, amelyek jelentése az általános értelemben vett „adás” fogalmához kötött. Példák:
- (magyarul) Csillának adtam egy könyvet;[5]
- (szerbül) Pružite šansu mladima ’Adjatok esélyt a fiataloknak’;[17]
- (románul) I-am dat colegei tale cărțile de spaniolă ’A kolléganődnek adtam a spanyol tankönyveket’.[18]

A „valakihez szólás” fogalmához kötött jelentésű ige is alaptagja lehet részes esetű részeshatározónak:
- (magyarul): Kinek telefonálsz?.[5]
- (horvátul): On je udvarao lijepoj Olgi ’Ő a szép Olgának udvarolt’;[19]
- (románul): Le-am spus studenților că examenul va fi greu ’Megmondtam a diákoknak, hogy a vizsga nehéz lesz’.[20]

Melléknévnek is lehet részes esetű határozója, főleg ha névszói állítmány névszói része:
- (magyarul): Zsófiának fontos minden nap zongoráznia;[5]
- (bosnyákul): Bio je čovjek odan Bogu ’Istenhez hűséges ember volt’;[21]
- (románul): Obiectul acesta îi este folositor medicului? ’Hasznos-e ez a tárgy az orvosnak?’[20]

A részes eset birtokviszonyt is kifejez. A magyarban ez általános és kötelező a neki van valamije/valakije típusú szerkezetben és olykor fakultatív a valaki(nek a)/valami(nek a) valamije/valakije szerkezetben: Kovácsnak új autója van, a rendező(nek a) filmjei.
Egyéb nyelvekben is van birtokos jelentésű részes eset, de korlátozottabb használatú. A latinban van az egyik magyar szerkezettel analóg szerkezet: Mini liber est ’Nekem van könyvem’. Ilyen részes eset nyomai megmaradtak a románban egyes igei kifejezésekben: mi-e foame ’éhes vagyok’ (szó szerint ’*nekem van éhség’), mi-e somn ’álmos vagyok’ (szó szerint ’*nekem van álmosság’).
Egyes nyelvekben olyan szerkezet is van, amelyben a részes esetű személyes névmás fejezi ki a birtokost, a birtokos determinánsos szerkezet szinonimájaként:
- (montenegróiul) Đe su mi naočare? = Đe su moje naočare? ’Hol van a szemüvegem?’;[25]
- (románul) Unde ți-e soțul? = Unde e soțul tău? ’Hol van a férjed?’[26]

A latinul dativus ethicus-nak nevezett részes esetű személyes névmás olyan személyre utal, aki érzelmileg érdekelt abban, amit kifejez az ige. Nincs mondattani, csak pragmatikai funkciója:
- (magyarul): Csukja be nekem ezt az ajtót!;[27]
- (montenegróiul): Da si ti meni živ i zdrav! (szó szerint ’*Légy nekem élő és egészséges!’);[25]
- (románul): Pe unde mi-ai umblat până acum? (szó szerint ’*Merre jártál nekem mostanáig?’).[24]

Vannak egyéb részes esetű határozók is, a magyarban az alábbiak között:
- helyhatározó: Nekirepült a toronynak;
- okhatározó: Örül a sikernek;
- célhatározó: Alkalmas tanárnak;
- állapothatározó: Kitaníttatja gépészmérnöknek;
- tekintethatározó: Szépnek szép;
- eredményhatározó: Kinevezték igazgatónak;
- aszemantikus, más néven vonzat- vagy állandó határozó: Hálás a szüleinek.

A közép-délszláv diarendszerben is vannak még a részes esetnek használatai:
- mozgás célpontjának a részes esete: krenuti svojoj kući ’hazaindulni’;
- haszont élvező vagy kárt elszenvedő részes esete: služba domovini ’szolgálat a hazának’, oteti slabima ’elvenni a gyengéktől’;
- valamit megtenni tudó vagy köteles személy részes esete: Što nam je činiti? ’Mit kell tennünk?’;
- ún. emfatikus részes eset, főleg eskükben: Duše mi! ’Lelkemre mondom!’

### Viszonyszóval
A magyarban kevés névutóval használt részes esetű határozó van:
Bartóknak köszönhetően mindenki hallott a magyar zenéről;
A dolgok elképzeléseinknek megfelelően alakultak.
A közép-délszláv nyelvekben néhány elöljáró használatos a részes esettel:
Svi su se okrenuli ka gradu ’Mind a város felé fordultak’;
Zaputio sam se prema izlazu iz dvorane ’Elindultam a terem kijárata felé’;
Postupili su nasuprot njegovoj želji ’Kívánsága ellenére jártak el’;
Uprkos velikoj vrućini bili smo na igralištu ’A nagy meleg ellenére a sportpályán voltunk’;
To bijaše protivno njegovoj volji ’Ez akarata ellenére történt’.
A románban három szinonima elöljáró vonzza a részes esetet:
Am obținut aceste rezultate datorită ajutorului tău ’Ezeket az eredményeket neked köszönhetően értük el’;
Am ajuns acasă mai devreme grație bunăvoinței dumneavoastră ’Az ön jóakaratának köszönhetően értünk korábban haza’;
Mulțumită eforturilor voastre am ocupat locul întâi ’Erőfeszítéseiteknek köszönhetően az első helyezést nyertük el’.